# 1192 Prisma
1192 Prisma är en asteroid i huvudbältet som upptäcktes den 17 mars 1931 av den tyske astronomen Arnold Schwassmann. Asteroidens preliminära beteckning var 1931 FE. Asteroiden fick sedan namn efter Bergedorfs-observatoriets spektralkatalog.
Prismas senaste periheliepassage skedde den 11 december 2021. Dess rotationstid har beräknats till 6,56 timmar.